# Hans Brendicke

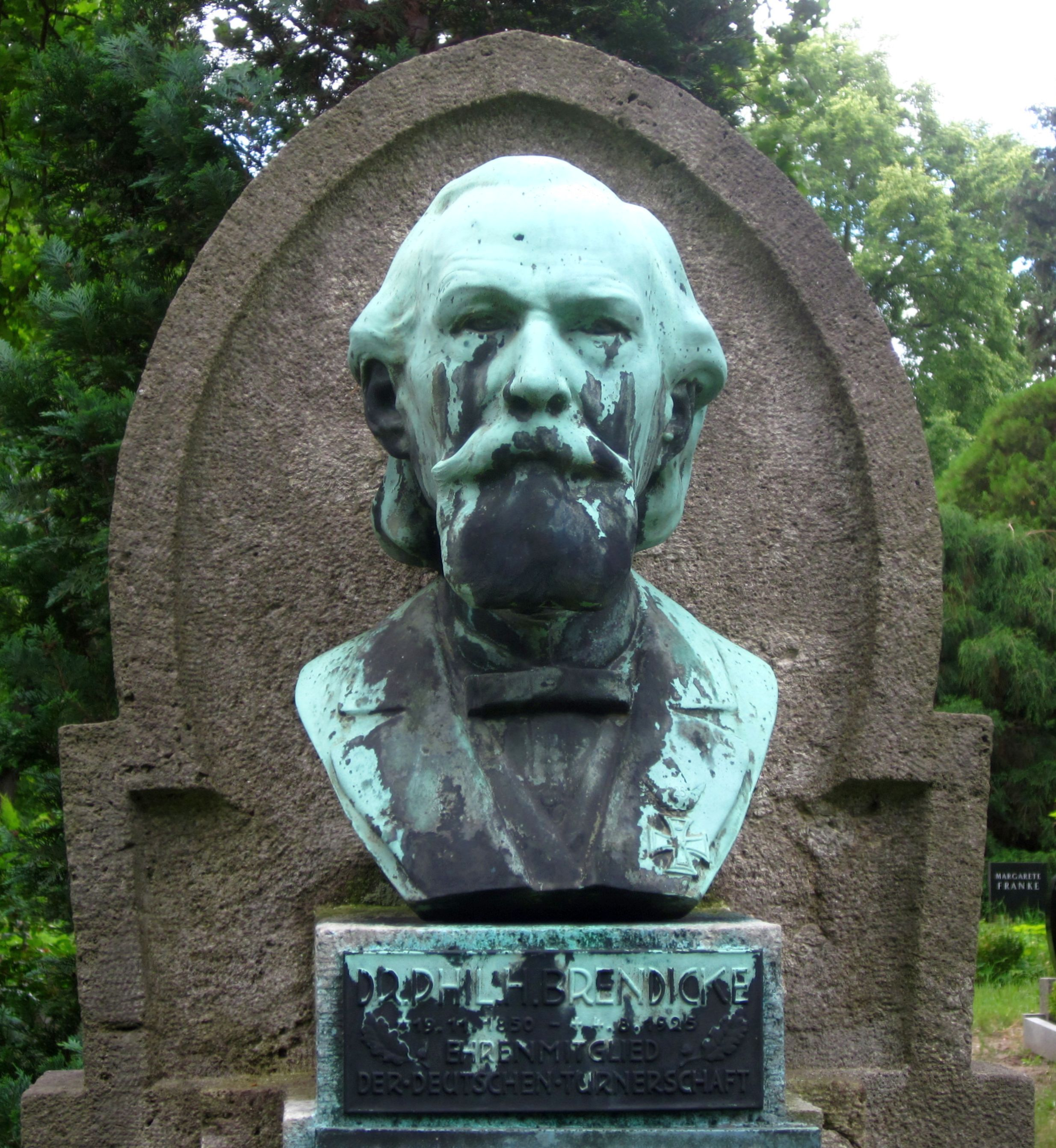
Bronzebüste von Hans Brendicke auf seinem Grab

Hans Heinrich Julius Brendicke (* 19. November 1850 in Berlin; † 4. August 1925 ebenda) war ein Berliner Turnlehrer, Redakteur und Sachbuchautor.

## Leben
Brendicke besuchte das Köllnische Gymnasium und ging danach an die Universität zu Berlin, wo er 1876 promoviert wurde. 1879 legte er das Staatsexamen ab und unterrichtete danach als Turnlehrer am Königlichen Realgymnasium in Berlin. 1890 gründete er die Deutsche Briefmarken-Zeitung, ab ca. 1893 war Brendicke Hauptschriftwart des Vereins für die Geschichte Berlins. 1891 gab er das Buch Singweisen zum Liederbuch für deutsche Turner heraus und er war Mitherausgeber der Jahrbücher der deutschen Turnkunst. Die Deutsche Turnerschaft verlieh ihm 1921 aufgrund seines jahrelangen Verdienstes als Turnschriftsteller ihre Ehrenurkunde.
Hans Brendicke starb Anfang August 1925 im Alter von 74 Jahren in Berlin. Sein Grab befindet sich auf dem Alten Luisenstädtischen Friedhof in Berlin-Kreuzberg. Die Grabstele trägt eine Bronzebüste des Verstorbenen. Auf Beschluss des Berliner Senats ist die letzte Ruhestätte von Hans Brendicke (Grablage: XI-17-37/36) seit 1970 als Ehrengrab des Landes Berlin gewidmet. Die Widmung wurde zuletzt im Jahr 2021 um die übliche Frist von zwanzig Jahren verlängert.
Brendicke war Alter Herr des Akademisch-Philologischen Vereins Berlin im Naumburger Kartellverband.

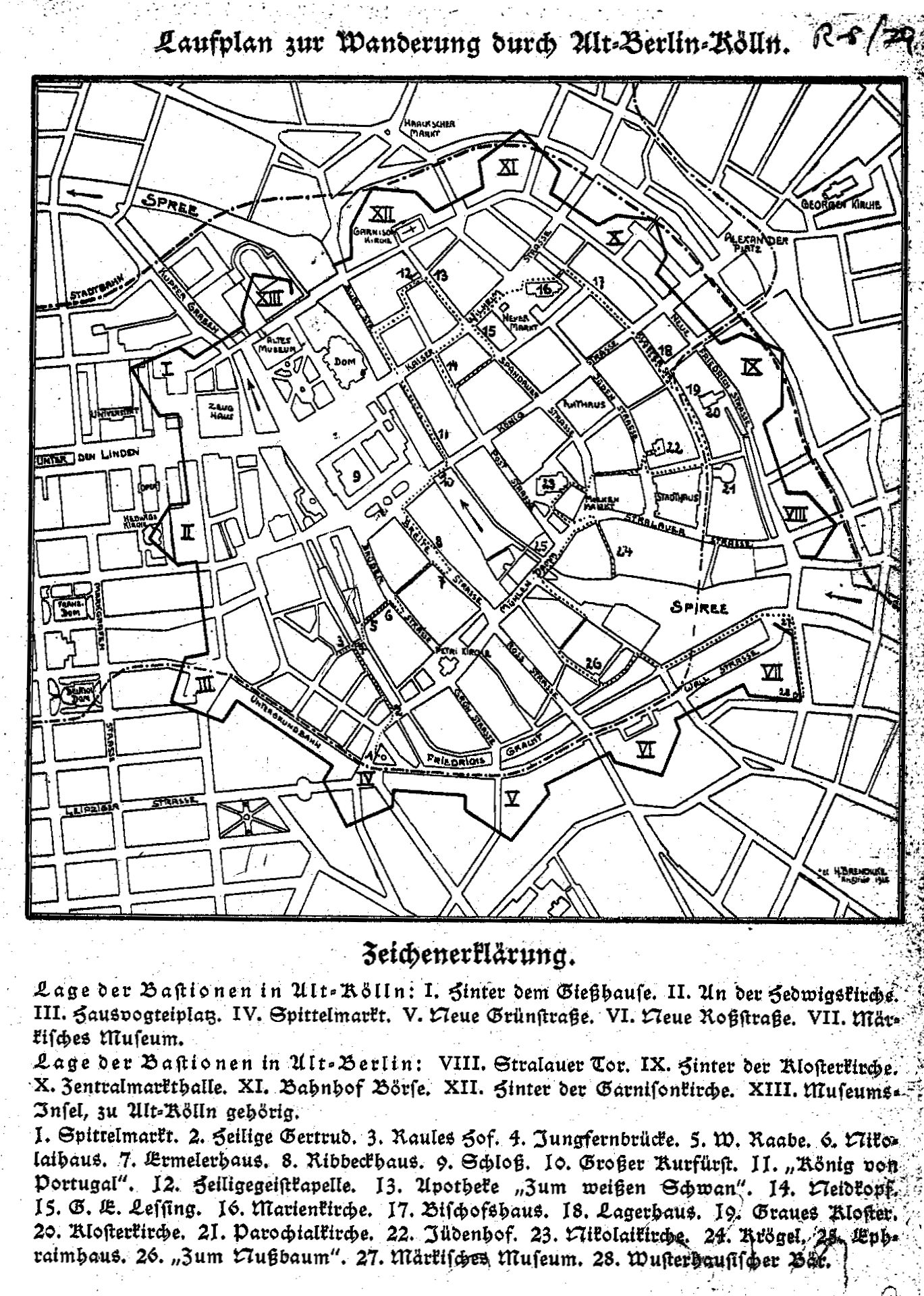
Illustration zum Führer auf der Wanderung durch Alt-Berlin-Kölln

## Veröffentlichungen (Auswahl)
- Berliner Wortschatz zu den Zeiten Kaiser Wilhelms I. In: Schriften des Vereins für die Geschichte Berlins, Heft XXXIII, Berlin 1897, S. 69–196; zlb.de
- Die Ludwig Reederschen Sammlungen zur Geschichte des Postwesens. Pass & Garleb, Berlin 1898.
- Der Briefmarkensammler. Union Deutsche Verlagsgesellschaft, Stuttgart u. a. 1908.
- Die Handschriftenschreiber des Mittelalters. Heintze & Blanckertz, Berlin 1916.
- Der Münzensammler. Union, Stuttgart u. a. 1916.
- Führer auf der Wanderung durch Alt-Berlin-Kölln. Mittler, Berlin 1917.
- Was lehrt uns der Weltkrieg? Siegismund, Berlin 1917.
- mit Wilhelm Knoll: Zur Geschichte der Schwimmkunst und des Badewesens. R. Lion, Hof 1930.